# Шейха, Амин
Ами́н Шейха́ (дат. Amin Chiakha; араб. أمين شياخة‎; родился 12 марта 2006, Копенгаген) — датский и алжирский футболист, нападающий клуба «Копенгаген» и сборной Алжира.

## Клубная карьера
Футбольную карьеру начал в академии датского клуба «Сундбю». В 2017 году присоеднился к академии «Копенгагена». 21 июля 2024 года дебютировал в основном составе «Копенгагена» в матче датской Суперлиги против «Люнгбю».

## Карьера в сборной
Выступал за сборные Дании до 17, до 18 и до 19 лет.
В 2024 году принял решение выступать за сборную Алжира. 14 ноября 2024 года дебютировал за главную сборную Алжира в матче против сборной Экваториальной Гвинеи.